# Устимівка (Берестинський район)
Усти́мівка —  село в Україні, у Берестинському районі Харківської області. Населення становить 312 осіб. До 2020 орган місцевого самоврядування — Рунівщинська сільська рада.
Після ліквідації Зачепилівського району 19 липня 2020 року село увійшло до Красноградського (Берестинського) району.

## Географія
Село Устимівка знаходиться на відстані 1 км від річки Орчик (лівий берег), вище за течією на відстані 1 км розташоване село Романівка, на протилежному березі - села Чернещина і Рунівщина.

## Історія
- 1799 - дата заснування.

## Населення
Згідно з переписом УРСР 1989 року чисельність наявного населення села становила 250 осіб, з яких 101 чоловік та 149 жінок.
За переписом населення України 2001 року в селі мешкала 301 особа.

### Мова
Розподіл населення за рідною мовою за даними перепису 2001 року:
| Мова       | Відсоток |
| ---------- | -------- |
| українська | 93,27 %  |
| російська  | 5,13 %   |
| білоруська | 0,96 %   |
| молдовська | 0,64 %   |

## Економіка
- Молочно-товарна ферма.
- «УСТИМІВСЬКЕ», ТОВ.

## Об'єкти соціальної сфери
- Фельдшерсько-акушерський пункт.